# Ястшембе (Малопольське воєводство)
Ястшембе (пол. Jastrzębie) — село в Польщі, у гміні Луковиця Лімановського повіту Малопольського воєводства.
Населення — 639 осіб (2011).
У 1975-1998 роках село належало до Новосондецького воєводства.

## Демографія
Демографічна структура станом на 31 березня 2011 року:
|          | Загалом | Допрацездатний вік | Працездатний вік | Постпрацездатний вік |
| -------- | ------- | ------------------ | ---------------- | -------------------- |
| Чоловіки | 320     | 82                 | 214              | 24                   |
| Жінки    | 319     | 92                 | 163              | 64                   |
| Разом    | 639     | 174                | 377              | 88                   |